# Neodryophilus
Neodryophilus is een monotypisch geslacht van kevers uit de familie van de klopkevers (Anobiidae).

## Soort
- Neodryophilus cryptophagoides Wollaston, 1864